# العلاقات اليمنية التشيلية
العلاقات اليمنية التشيلية هي العلاقات الثنائية التي تجمع بين اليمن وتشيلي.

## مقارنة بين البلدين
هذه مقارنة عامة ومرجعية للدولتين:
| وجه المقارنة                                              | اليمن                   | تشيلي                         |
| --------------------------------------------------------- | ----------------------- | ----------------------------- |
| المساحة (كم2)                                             | 555.00 ألف              | 756.10 ألف                    |
| عدد السكان (نسمة)                                         | 28.25 مليون             | 17.37 مليون                   |
| الكثافة السكانية (ن./كم²)                                 | 50.9                    | 22.97                         |
| العاصمة                                                   | صنعاء عدن (عاصمة مؤقتة) | سانتياغو                      |
| اللغة الرسمية                                             | اللغة العربية           | اللغة الإسبانية               |
| العملة                                                    | ريال يمني               | بيزو تشيلي، وحدة حساب تشيلية ‏ |
| الناتج المحلي الإجمالي (بليون دولار)                      | 18.21 مليار             | 277.08 مليار                  |
| الناتج المحلي الإجمالي (تعادل القوة الشرائية) بليون دولار | 75.69 مليار             | 419.39 مليار                  |
| الناتج المحلي الإجمالي الاسمي للفرد دولار أمريكي          | 1.41 ألف                | 13.42 ألف                     |
| الناتج المحلي الإجمالي للفرد دولار أمريكي                 |                         | 22.07 ألف                     |
| مؤشر التنمية البشرية                                      | 0.498                   | 0.832                         |
| رمز المكالمات الدولي                                      | +967                    | +56                           |
| رمز الإنترنت                                              | .ye                     | .cl                           |
| المنطقة الزمنية                                           | ت ع م+03:00             | 00، 00، 00، 00                |

## منظمات دولية مشتركة
يشترك البلدان في عضوية مجموعة من المنظمات الدولية، منها:
| علم المنظمة | اسم المنظمة                               | تاريخ انضمام اليمن | تاريخ انضمام تشيلي |
| ----------- | ----------------------------------------- | ------------------ | ------------------ |
|             | يونسكو                                    | 2 أبريل 1962       | 7 يوليو 1953       |
|             | مؤسسة التمويل الدولية                     | 22 مايو 1970       | 15 أبريل 1957      |
|             | المركز الدولي لتسوية المنازعات الاستشارية | 20 نوفمبر 2004     | 24 أكتوبر 1991     |
|             | منظمة حظر الأسلحة الكيميائية              | ?                  | ?                  |
|             | مؤسسة التنمية الدولية                     | 22 مايو 1970       | 30 ديسمبر 1960     |
|             | وكالة ضمان الاستثمار متعدد الأطراف        | 12 مارس 1996       | 12 أبريل 1988      |
|             | الاتحاد البريدي العالمي                   | ?                  | ?                  |
|             | الاتحاد الدولي للاتصالات                  | 1931               | 1908               |
|             | منظمة الشرطة الجنائية الدولية             | ?                  | ?                  |
|             | الأمم المتحدة                             | 30 سبتمبر 1947     | 24 أكتوبر 1945     |
|             | البنك الدولي للإنشاء والتعمير             | 3 أكتوبر 1969      | 31 ديسمبر 1945     |

## وصلات خارجية
- موقع وزارة الخارجية التشيلية